# Walter Scott
Walter Scott (Edimburg, 1771 - Abbotsford, 1832) fou un escriptor escocès del Romanticisme. Va estudiar dret i es va dedicar als negocis, raó per la qual va començar a publicar anònimament, però va revelar la seva identitat davant l'èxit de la seva obra, en què destaca la novel·la Ivanhoe.
Va ser un dels principals conreadors de la novel·la històrica, gènere que va renovar afegint descripcions per millorar l'ambientació d'època. A més a més, els seus protagonistes eren ficticis, a diferència d'altres autors com Alexandre Dumas, que recreaven la vida de grans figures.

## Biografia

### Primers anys de vida
Walter Scott va néixer el 15 d'agost de 1771 en un apartament del tercer pis del College Wynd a l'Old Town d'Edimburg, un carreró estret que condueix des de Cowgate fins a les portes de la Universitat d'Edimburg (Old College). Va ser el novè fill (sis morts en la infància) de Walter Scott (1729-1799), membre d'una branca de cadets del clan Scott i escriptor del Signet, i de la seva dona Anne Rutherford, germana de Daniel Rutherford i descendent tant del clan Swinton com de la família Haliburton (el descendent de la qual va concedir a la família de Walter el dret hereditari d'enterrar a l'abadia de Dryburgh).
Walter era, a través dels Haliburton, cosí del promotor immobiliari londinenc James Burton (m. 1837), que va néixer amb el cognom Haliburton, i del seu fill, l'arquitecte Decimus Burton. Walter entrà en el Clarence Club, del qual els Burton eren membres.

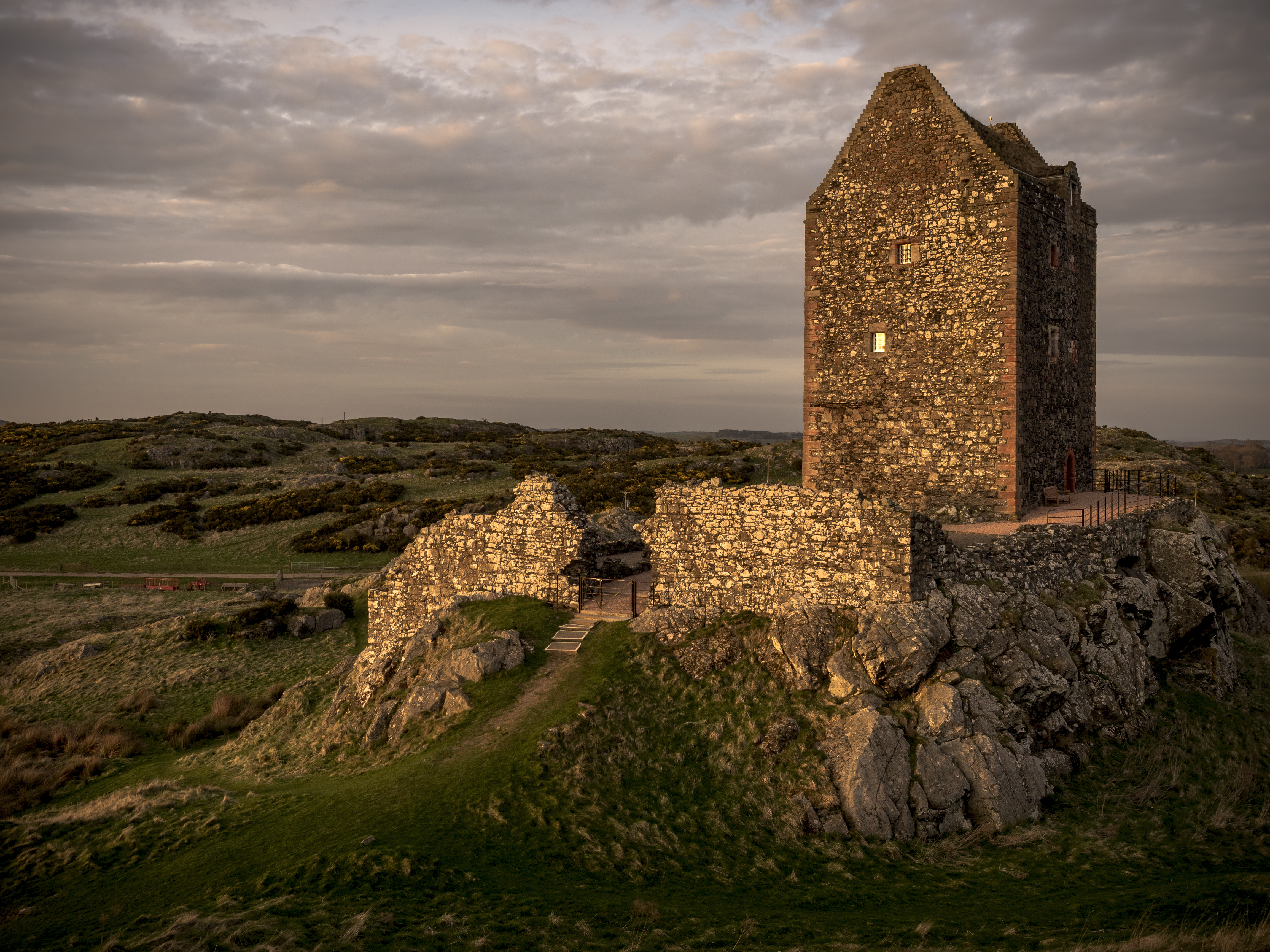
La infància de Scott a Sandyknowes, a l'ombra de la torre Smailholm, el va introduir en els contes i el folklore de les fronteres escoceses.

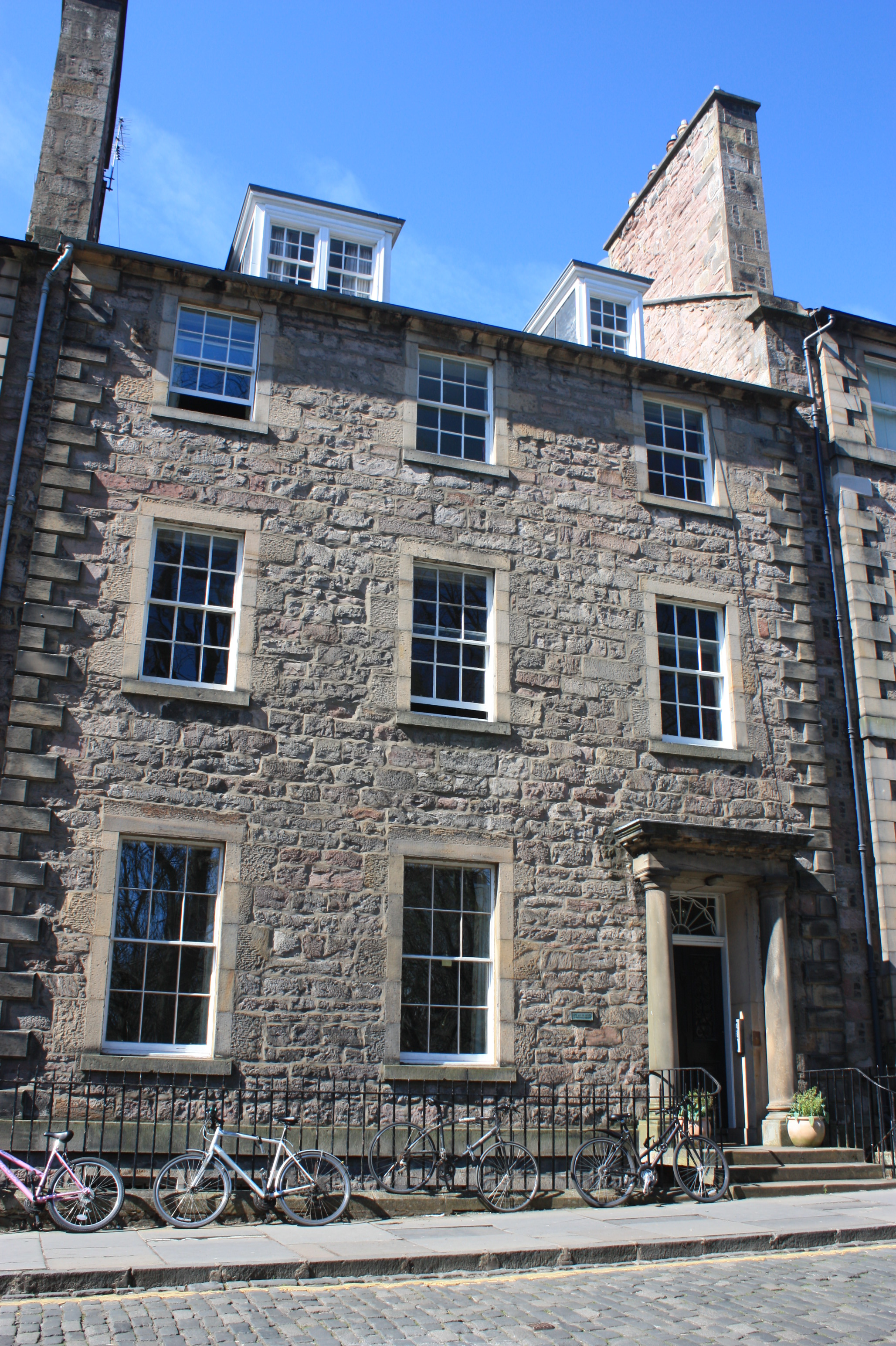
La casa de la família Scott a George Square, Edimburg, des del 1778 aproximadament

Un atac de poliomielitis durant la infància, el 1773, va deixar Scott coix, una condició que afectaria molt la seva vida i escriptura.

### Estudis
Per millorar la coixesa va ser enviat el 1773 a viure a les fronteres escoceses rurals, a la granja dels seus avis paterns, a Sandyknowe, al costat de les ruïnes de la torre de Smailholm, l'anterior casa familiar. Aquí, la seva tieta Jenny Scott li va ensenyar a llegir i en va aprendre els patrons de parla i molts dels contes i llegendes que després marcarien gran part de la seva obra. El gener de 1775, va tornar a Edimburg, i aquell estiu amb la seva tia Jenny es va fer un tractament al balneari a Bath, a Somerset, al sud d'Anglaterra, on vivien a South Parade, 6. A l'hivern de 1776, va tornar a Sandyknowe, i feu un altre intent de cura d'aigua a Prestonpans l'estiu següent.
El 1778, Scott va tornar a Edimburg per rebre educació privada i preparar-lo per a l'escola, i es va unir a la seva família a la seva nova casa, una de les primeres que es van construir a George Square. L'octubre de 1779, va començar a la Royal High School d'Edimburg (High School Yards). Aleshores ja era capaç de caminar i explorar la ciutat i el camp dels voltants. La seva lectura incloïa novel·les cavalleresques, poemes, història i llibres de viatges. James Mitchell li va donar classes particulars d'aritmètica i escriptura, i va aprendre'n la història de l'Església d'Escòcia amb èmfasi en els Covenanters.
L'any 1783, els seus pares, creient que havia exhaurit les seves forces, el van enviar durant sis mesos amb la seva tia Jenny a Kelso, a les fronteres escoceses: allà va anar a la Kelso Grammar School, on va conèixer James Ballantyne i el seu germà John, que més tard es van convertir en els seus socis comercials i impressors.

### Aparença
Com a resultat de la infecció primerenca de poliomielitis, Scott tenia una coixesa pronunciada. El 1820 va ser descrit com «alt, ben format (excepte un turmell i un peu que el feien caminar coix), ni gros ni prim, amb el front molt alt, el nas curt, el llavi superior llarg i la cara força carnosa, la pell fresca i clara, ulls molt blaus, astuts i penetrants, amb els cabells ara blancs platejats». Encara que caminava decidit, experimentava una major llibertat de moviments a cavall.

## Estudiant

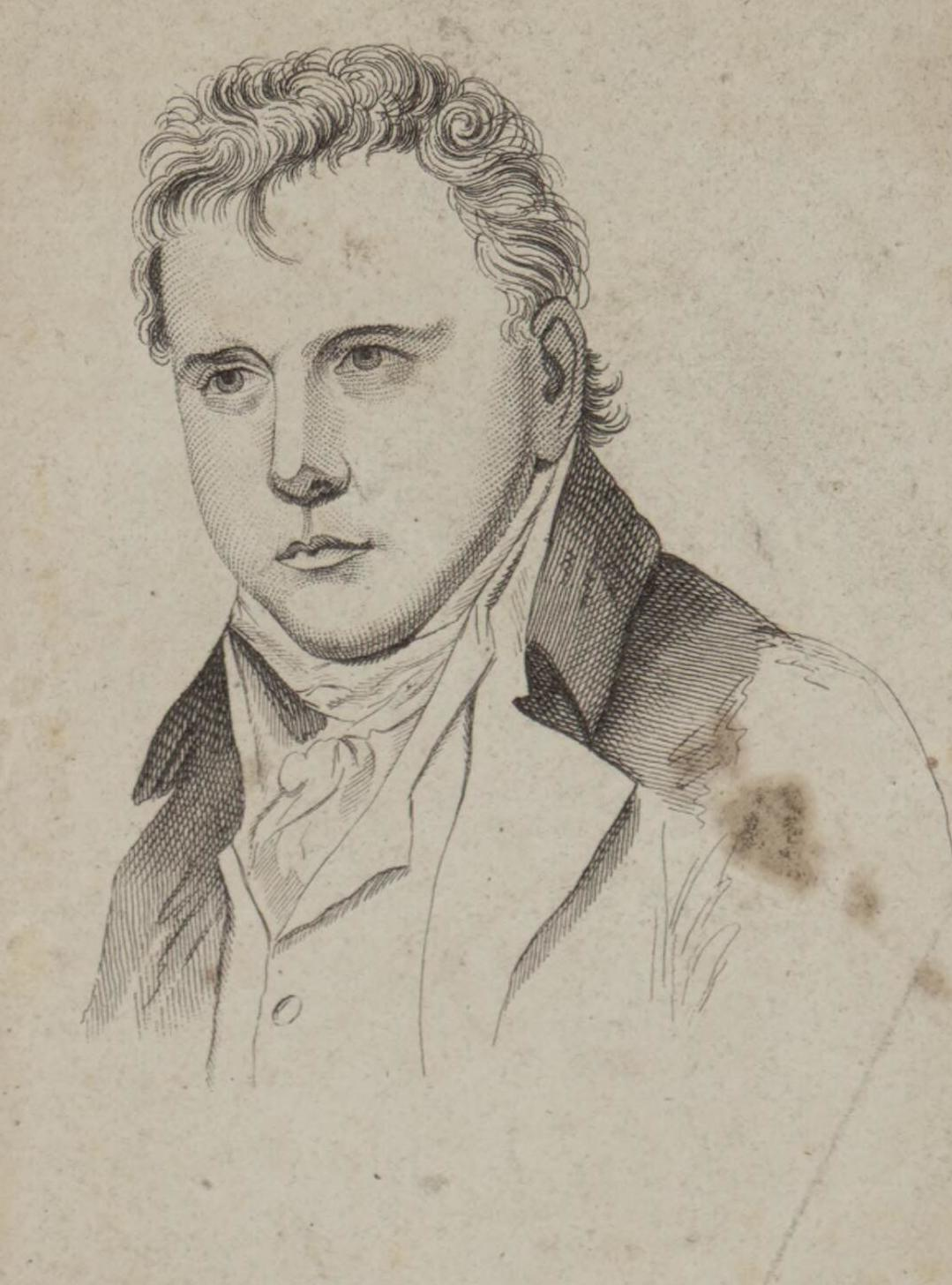
Esbós de Scott, c. 1800, per un artista desconegut

Scott va començar a estudiar clàssics a la Universitat d'Edimburg el novembre de 1783, als 12 anys, un any més o menys que la majoria dels seus companys. El març de 1786, als 14 anys, va començar un aprenentatge a l'oficina del seu pare per fer-se escriptor del segell. A l'escola i a la universitat, Scott s'havia fet amic d’Adam Ferguson, el pare del qual, el professor Adam Ferguson, freqüentava salons literaris. Scott hi va conèixer el poeta cec Thomas Blacklock, que li va prestar llibres i el va introduir al cicle de poemes ossians de James Macpherson. Durant l'hivern de 1786-1787, un Scott de 15 anys va conèixer el poeta escocès Robert Burns en un d'aquests salons, la seva única reunió. Quan Burns es va adonar d'una impressió que il·lustrava el poema The Justice of the Peace i va preguntar qui l'havia escrit, només Scott va nomenar l'autor com a John Langhorne i Burns va agrair-li-ho. Scott descriu l'esdeveniment en les seves memòries, en què xiuxiueja la resposta al seu amic Adam, que la diu a Burns; una altra versió de l'esdeveniment apareix en Literary Beginnings.
Quan va decidir que es convertiria en advocat, va tornar a la universitat per estudiar dret, primer prenent classes de filosofia moral (amb Dugald Stewart) i història universal (amb Alexander Fraser Tytler) el 1789-1790. Durant aquesta segona etapa universitària, Scott es va fer prominent en les activitats intel·lectuals dels estudiants: va cofundar la Societat Literària el 1789 i va ser elegit membre de la Societat Especulativa l'any següent, i n'esdevingué bibliotecari i secretari-tresorer un any després.
Després de completar els estudis de dret, Scott es va dedicar a les lleis a Edimburg. Va fer la seva primera visita com a advocat a les Terres altes escoceses, dirigint un desallotjament. Va ser admès a la Facultat d'Advocats el 1792. Scott va patir un desengany amorós amb Williamina Belsches de Fettercairn, que es va casar amb l'amic de Scott, Sir William Forbes, 7è baronet. El febrer de 1797, l'amenaça d'una invasió francesa va persuadir Scott i molts dels seus amics per unir-se als Royal Edinburgh Volunteer Light Dragons, fins a principis del segle xix, i va ser-ne nomenat intendent i secretari. Les pràctiques diàries d'exercicis d'aquell any, a partir de les 5 del matí, indiquen la determinació amb què va assumir-ne el paper.

## Carrera literària, matrimoni i família

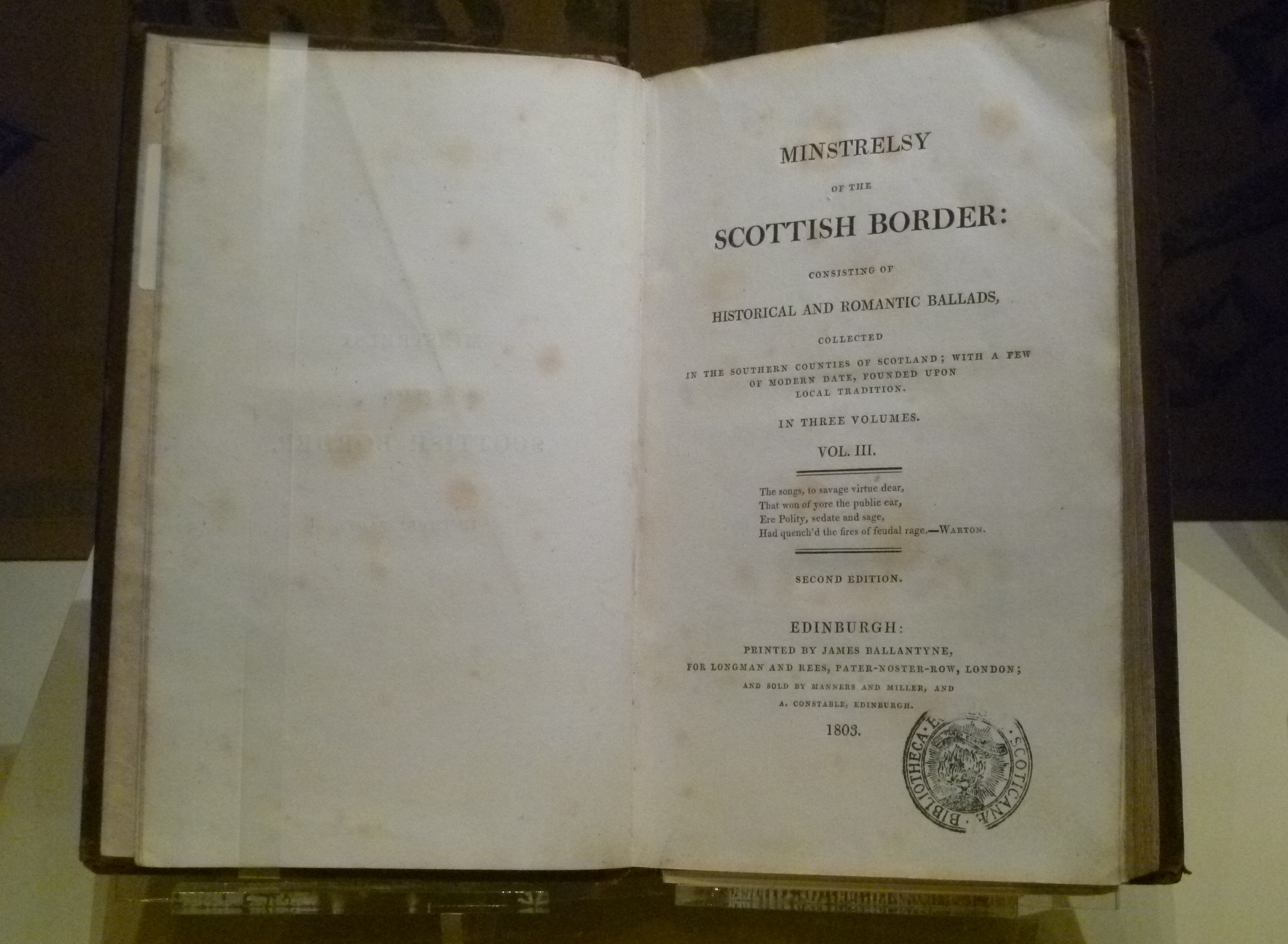
Una còpia de Scott's Minstrelsy, al Museu Nacional d'Escòcia

Scott es va veure impulsat a iniciar una carrera literària per l'entusiasme a l'Edimburg de la dècada del 1790 per la literatura alemanya moderna. Recordant el període de 1827, Scott va dir que «estava boig d'alemany». El 1796, va produir versions en anglès de dos poemes de Gottfried agost Bürger, Der wilde Jäger i Lenore, publicats com a The Chase, i William and Helen. Scott va respondre a l'interès alemany de l'època per la identitat nacional, la cultura popular i la literatura medieval, que es relacionava amb la seva passió per la balada tradicional. Un llibre preferit des de la infància era Reliques of Ancient English Poetry de Thomas Percy. Durant la dècada de 1790 cercaria en col·leccions de manuscrits i en incursions a la Frontera balades orals. Amb l'ajuda de John Leyden, va escriure Minstrelsy of the Scottish Border en dos volums el 1802, que contenia 48 balades tradicionals i dues imitacions de Leyden i d'ell mateix. De les 48 tradicionals, 26 se'n publicaven per primera vegada. L'any següent va aparèixer-ne una edició ampliada en tres volums. En moltes de les balades, Scott va fusionar diferents versions en textos més coherents, una pràctica que després repudiaria. The Minstrelsy fou el primer i més important d'una sèrie de projectes editorials durant les dues dècades següents, incloent-hi el romanç medieval Sir Tristrem (que Scott atribuïa a Thomas the Rhymer) el 1804, les obres de John Dryden (18 vols., 1808), i les obres de Jonathan Swift (19 vols., 1814).
En un viatge al districte dels llacs anglès amb vells amics de la universitat, va conèixer Charlotte Charpentier (anglicada com a Carpenter), filla de Jean Charpentier de Lió, a França, i un pupil de Lord Downshire a Cumberland, una anglicana. Després de tres setmanes de festeig, Scott li va proposar matrimoni i es van casar la vigília de Nadal de 1797 a l'església de St. Mary, Carlisle (ara la nau de la catedral de Carlisle). Després de llogar una casa al George Street d'Edimburg, es van traslladar a la propera South Castle Street. La seva filla gran, Sophia, va néixer el 1799, i més tard es va casar amb John Gibson Lockhart. Quatre dels seus cinc fills van sobreviure al mateix Scott. El seu fill gran Sir Walter Scott, 2n baronet (1801-1847), va heretar els béns del seu pare: el 3 de febrer de 1825 es va casar amb Jane Jobson, filla única de William Jobson de Lochore (mort el 1822) i de la seva dona Rachel Stuart (morta el 1863), hereva de Lochore i neboda de Lady Margaret Ferguson. El 1799 Scott va ser nomenat xèrif-diputat del Comtat de Selkirk, amb seu al palau de justícia del Royal Burgh de Selkirk. En els seus primers dies de casat, Scott es guanyava una vida digna amb la feina d'advocat, el sou d'adjunt del xèrif, els ingressos de la seva dona, alguns ingressos dels seus escrits i la seva part de la modesta propietat del seu pare.

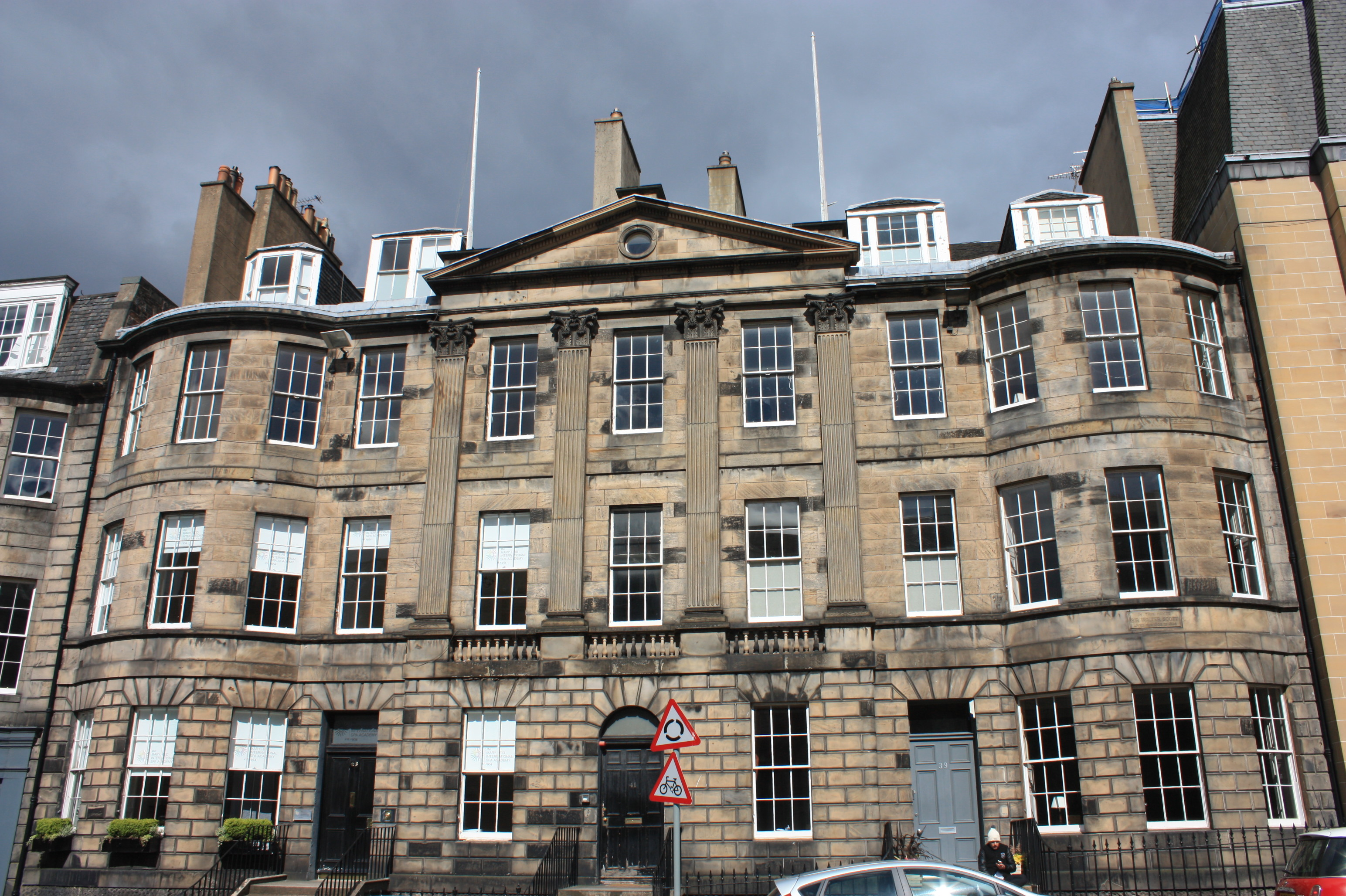
De dreta a esquerra: números 39, 41 i 43 North Castle Street, Edimburg. El número 39 va ser la llar de Sir Walter Scott des de 1801

Després que el jove Walter nasqués el 1801, els Scott es van traslladar a una àmplia casa de tres pisos al 39 North Castle Street, que fou la seva base a Edimburg fins al 1826, quan va ser venuda pels síndics nomenats després de la seva ruïna financera. Des de 1798, Scott havia passat els estius en una casa de camp a Lasswade, on acollia convidats, incloses figures literàries. Allà va començar la seva carrera com a autor. Hi havia requisits de residència nominals per al seu càrrec de xèrif-diputat, i al principi s'allotjava en una fonda local. El 1804, deixà la casa de camp de Lasswade i va llogar la gran casa d’Ashestiel, a 9 km de Selkirk, a la riba sud del riu Tweed i que incloïa una antiga casa torre.
Per la insistència de Scott, la primera edició de Minstrelsy va ser impresa pel seu amic James Ballantyne a Kelso. El 1798 James havia publicat la versió de Scott de Der Erlkönig de Goethe al seu diari The Kelso Mail, i el 1799 la va incloure amb les dues traduccions de Bürger en una antologia impresa privadament, Apology for Tales of Terror. El 1800, Scott va suggerir que Ballantyne establís negocis a Edimburg i li va oferir un préstec per fer la transició el 1802. El 1805, es van convertir en socis del negoci d'impressió, i des d'aleshores fins a la caiguda financera de 1826, les obres de Scott les va imprimir habitualment l'empresa.
Scott era conegut per la seva afició als gossos i en va tenir uns quants al llarg de la seva vida. A la seva mort, un diari va assenyalar que «de tots els grans homes que han estimat els gossos mai ningú no els va estimar millor ni els va entendre més a fons». Els gossos més coneguts de Scott foren Maida, un gran gos de cérvol, i Spice, un Dandie Dinmont terrier malalt d'asma, al qual Scott va cuidar especialment. En una entrada del diari escrita arran dels seus problemes financers, Scott va descriure la consternació davant la perspectiva d'haver de vendre'ls: «Els pensaments de separar-me d'aquestes criatures mudes m'han emocionat més que cap de les reflexions que he deixat».

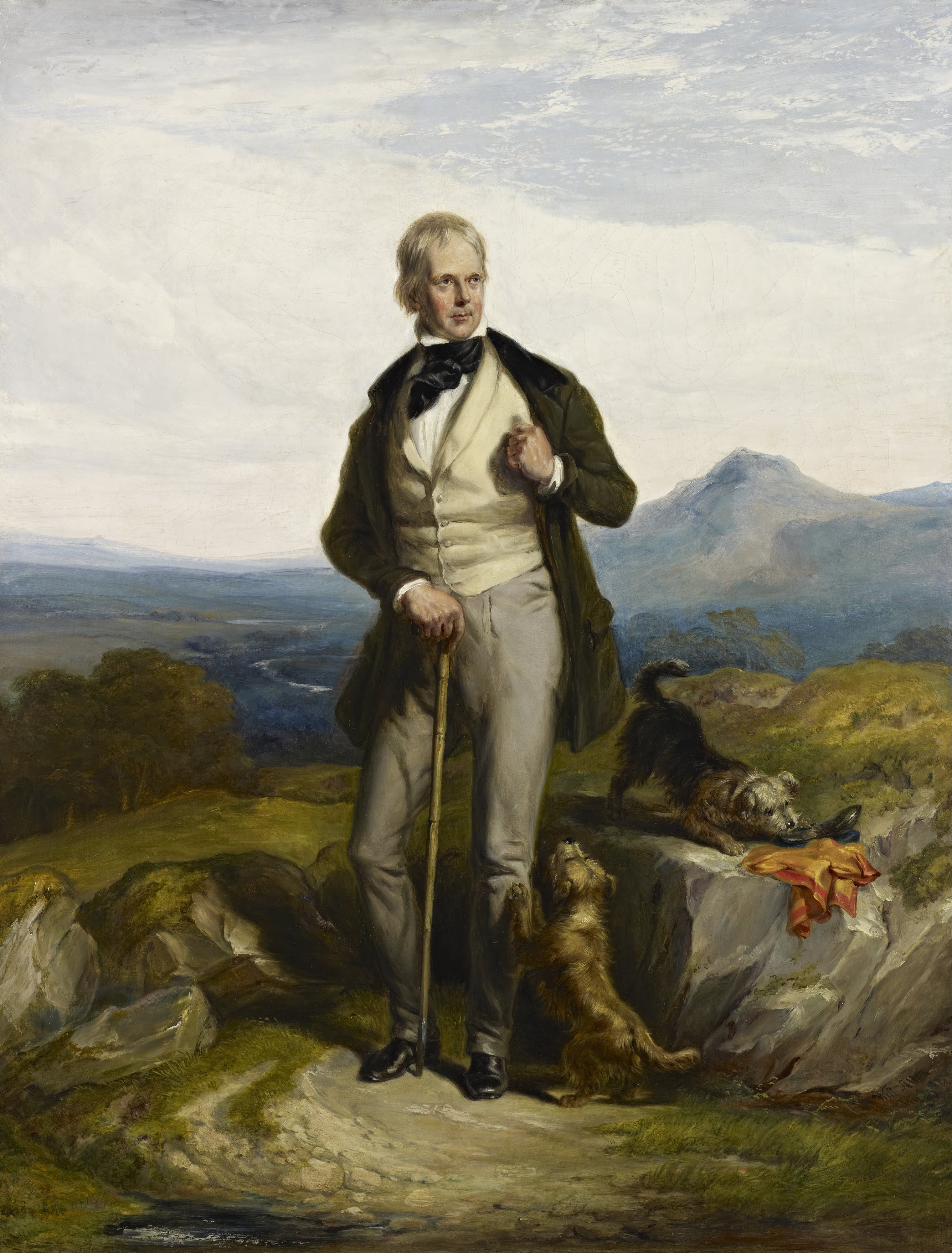
Sir Walter Scott, novel·lista i poeta, pintat per Sir William Allan

Entre 1805 i 1817, Scott va escriure cinc poemes narratius llargs de sis cants, quatre poemes més breus publicats de manera independent i moltes peces mètriques petites. Fou, amb diferència, el poeta més popular de l'època fins que Lord Byron va publicar els dos primers cants de Les peregrinacions de Childe Harold el 1812 i després les seves exòtiques narracions en versos orientals.
Com a compilador de balades escoceses i conreador de poesia romàntica narrativa va començar amb The Lady of the Lake (1810). El lied de Franz Schubert Ellens Gesang III D.839 (conegut com a Ave Maria) pertany a The Lady of the Lake. Adam Storck (1780-1822) va traduir les cançons de Walter Scott a l'alemany per a Schubert l'any 1820 i aquesta serà la versió a què posà música durant la primavera de 1825. En aquesta tasca va tenir com a mestre el també escocès Alexander Campbell. Es publicà l'any 1826.
Quant a la novel·la, gènere que començà amb Waverley (1814), fou el responsable de la novel·la històrica en l'època victoriana, i es caracteritza per l'atmosfera llegendària i misteriosa que envolta els personatges i llurs aventures, i per la precisió de detalls en la recreació de fets i ambients.
Cal destacar, entre d'altres, Rob Roy (1818), portada diverses vegades al cinema, The Antiquary (1816), la popular Ivanhoe (1819), també portada al cinema (1952), The Bride of Lammermoor (1819), d'on sortí, entre altres òperes, la Lucia de Lammermoor de Donizetti (1835), i Quentin Durward (1823).
Malgrat l'èxit immediat, la seva influència fou migrada sobre els grans novel·listes posteriors.
Col·laborà amb l'Edimburgh Review i donà ajut a la creació de la revista rival Quarterly (1809).
Tres anys després de The Lay Scott va publicar Marmion (1808), que explicava una història de passions corruptes que conduiria com a clímax desastrós a la batalla de Flodden el 1513. La principal innovació consisteix a introduir cadascun dels sis cants amb una epístola de l'autor a un amic: William Stewart Rose, John Marriot, William Erskine, James Skene, George Ellis i Richard Heber: les epístoles tracten temes positius morals. En un moviment sense precedents, l'editor Archibald Constable va comprar els drets d'autor del poema per mil guinees a principis de 1807, quan només se n'havia acabat el primer. La fe de Constable es va justificar per les vendes: les tres edicions publicades el 1808 van vendre 8.000 exemplars. El vers de Marmion és menys cridaner que el de The Lay, amb les epístoles en tetràmetres iàmbics i la narració en tetràmetres amb trímetres freqüents. L'acollida per part dels crítics fou menys favorable que la concedida a The Lay: l'estil i l'argument es van trobar defectuosos, les epístoles no enllaçaven amb la narració, hi havia massa pedanteria d'antiquari i el personatge de Marmion era immoral. Els versos més coneguts del poema resumeixen un dels seus temes principals: «O, quina xarxa embullada teixim,/ quan primer practiquem enganyar».
La meteòrica carrera literària de Scott va assolir el punt àlgid amb la seva tercera narrativa llarga, The Lady of the Lake (1810), que va vendre 20.000 còpies el primer any. Els crítics hi foren força favorables, i trobaren els defectes observats en Marmion en gran part absents. D'alguna manera és més convencional que els anteriors: la narració és totalment en tetràmetres iàmbics i la història de Jaume V es disfressa de manera transparent (King of Scots, 1513-42) i és previsible: Coleridge va escriure a Wordsworth: «El moviment del poema… Es troba entre un Canter adormit i el trot d'una dona del mercat —però és interminable, sembla que mai no n'he fet cap—, mai recordo un poema narratiu en què sentís el progrés tan lànguid». Però la uniformitat mètrica s'alleuja amb cançons freqüents i l'entorn de Perthshire Highland es presenta com un paisatge encantat, fet que va provocar un augment fenomenal del comerç turístic local. A més, el poema toca un tema que havia de ser central en les novel·les de Waverley: el xoc entre societats veïnes en diferents estadis de desenvolupament.
Els dos llargs poemes narratius restants, Rokeby (1813), ambientat a la finca de Yorkshire amb aquest nom, pertanyent a l'amic de Scott, J. B. S. Morritt, durant el període de la Guerra Civil, i The Lord of the Isles (1815), ambientat a l'Escòcia de principis del segle xiv, culmina amb la batalla de Bannockburn el 1314. Ambdues obres van tenir una recepció generalment favorable i es van vendre bé, però sense rivalitzar amb el gran èxit de La dama del llac. Scott també publicà quatre poemes narratius o seminarratius menors entre 1811 i 1817: The Vision of Don Roderick (1811, celebrant els èxits de Wellington de la campanya peninsular, amb beneficis donats als malalts de guerra portuguesos); The Bridal of Triermain (publicat anònimament el 1813); El camp de Waterloo (1815); i Harold the Dauntless (publicat anònimament el 1817).
Al llarg de la seva vida creativa, Scott fou un crític actiu. Encara que era conservador, fou revisor de The Edinburgh Review entre 1803 i 1806, però la defensa de la pau d'aquella revista amb Napoleó el va portar a cancel·lar-ne la subscripció el 1808. L'any següent, en el punt àlgid de la seva carrera literària, va ser fonamental per establir un rival conservador, The Quarterly Review, amb la qual col·laboraria amb crítiques durant la resta de la seva vida.
El 1813 oferiren a Scott el lloc de poeta llorejat. Va declinar, sentint que «aquest nomenament seria un calze enverinat», ja que el premi havia caigut en descrèdit a causa de la disminució de la qualitat del treball que patien els anteriors titulars, «ja que una successió de poetes havia produït odes convencionals i obsequioses en ocasions reials». Va demanar consell al 4t duc de Buccleuch, que li va aconsellar que mantingués la seva independència literària. El càrrec va ser per a l'amic de Scott, Robert Southey.

## Influència sobre novel·listes
Walter Scott va tenir un impacte immens a tot Europa. «La seva ficció històrica… va crear per primera vegada un sentit del passat com un lloc on la gent pensava, sentia i vestia diferent». Les seves novel·les històriques «varen influir en Balzac, Dostoievski, Flaubert, Tolstoi, Dumas, Puixkin i molts altres; i la seva interpretació de la història es va apoderar dels nacionalistes romàntics, especialment a Europa de l'Est». També van ser molt influents les primeres traduccions al francès de Defauconpret.
Letitia Elizabeth Landon fou una gran admiradora de Scott i, a la seva mort, li va escriure dos homenatges: Sobre Walter Scott en la Literary Gazette i Sir Walter Scott en Fisher's Drawing Room Scrap Book (1833). Cap al final de la seva vida va començar una sèrie anomenada The Female Picture Gallery amb anàlisis de personatges basades en les dones de les obres de Scott.
Victor Hugo, en el seu assaig de 1823, Sir Walter Scott: A propos de Quentin Durward, escriu:
| « | Segurament hi ha quelcom estrany i meravellós en el talent d'aquest home que disposa del seu lector com el vent disposa d'una fulla; que el condueix a la seva voluntat a tots els llocs i a tots els temps; li descobreix amb facilitat els retrats més secrets del cor, els fenòmens més misteriosos de la natura, així com les pàgines més fosques de la història; la imaginació del qual acaricia i domina totes les altres imaginacions, vesteix amb la mateixa veritat sorprenent el captaire amb els seus draps i el rei amb la seva túnica, assumeix totes les maneres, adopta tots els vestits, parla totes les llengües; deixa a la fesomia dels segles tot allò que és immutable i etern en els seus alineaments, traçat allí per la saviesa de Déu, i tot allò que és variable i fugaç, plantat allí per les bogeries dels humans; no obliga, com certes novel·les ignorants, els personatges del passat a pintar-se amb els nostres pinzells i untar-se amb el nostre vernís; però obliga, pel seu poder màgic, el lector contemporani a impregnar-se, almenys durant unes hores, de l'esperit dels vells temps, avui tan menyspreat, com un conseller savi i hàbil que convida els ingrats. | » |

Els promesos (1827) d’Alessandro Manzoni té semblances amb la novel·la històrica Ivanhoe de Walter Scott, encara que evidentment diferents.
En La Fanfarlo de Charles Baudelaire (1847), el poeta Samuel Cramer diu de Scott:
| « | Oh, aquell autor tediós, un exhumador polsegós de cròniques! Una massa exigent de descripcions de "bric-a-brac"... i de tot tipus de coses, armadures, vaixella, mobles, fondes gòtiques i castells melodramàtics on els maniquins sense vida passegen, vestits amb leotards. | » |

En la novel·la, però, Cramer es mostra com un romàntic tan enganyat com qualsevol heroi d'una de les novel·les de Scott.
Jane Austen, en una carta al seu nebot James Edward Austen el 16 de desembre de 1816, escriu:
| « | L'oncle Henry escriu sermons molt superiors. – Tu i jo hem d'intentar aconseguir-ne un o dos i posar-los en les nostres novel·les;– seria una bona ajuda per a un volum; i podríem fer que la nostra heroïna la llegeixi en veu alta un diumenge al vespre, de la mateixa manera que Isabella Wardour en The Antiquary, està feta per llegir la història del dimoni Hartz en les ruïnes de St Ruth, però crec, quan ho recordo, que Lord Glenallan és el lector. | » |

En Persuasió de Jane Austen (1817), Anne Elliot i el capità James Benwick discuteixen la "riquesa de l'època actual" de la poesia, i si Marmion o La dama del llac n'és l'obra preferida.
En Jane Eyre de Charlotte Brontë (1847), St. John Rivers regala una còpia de Marmion a la Jane perquè li proporcioni "consol nocturn" durant la seva estada al seu petit allotjament.
Cims borrascosos d'Emily Brontë va ser influenciat per les novel·les de Walter Scott. En particular, segons Juliet Barker, Rob Roy (1817) va tenir una influència significativa en la novel·la de Brontë, que, encara que «considerada com la novel·la arquetípica de Yorkshire… devia tant, si no més, al país fronterer de Walter Scott». Rob Roy està ambientat «a les terres salvatges de Northumberland, entre els rudes i renyits escuders Osbaldistons», mentre que Cathy Earnshaw «té grans similituds amb Diana Vernon, que està igualment fora de lloc entre les seves parelles rudes» (Barker, pàg. 501).
En La llogatera de Wildfell Hall (1848) d’Anne Brontë, el narrador, Gilbert Markham, porta una còpia elegantment enquadernada de Marmion com a regal a l'inquilí independent de Wildfell Hall (Helen Graham) a qui està festejant.
En Middlemarch de George Eliot (1871), el senyor Trumbull comenta a Mary Garth:
| « | Teniu una obra interessant allà, veig, senyoreta Garth", va observar quan Mary va tornar a entrar. "És de l'autor de Waverley: aquest és Sir Walter Scott. Jo mateix he comprat una de les seves obres, molt bonica, una publicació molt superior, titulada Ivanhoe. No aconseguireu que cap escriptor el guanyi, crec que no serà, al meu entendre, superat ràpidament. Acabo de llegir una part al començament d'Anna de Jeersteen [sic]. Comença bé. | » |

Thomas Hardy, en el seu assaig de 1888, The Profitable Reading of Fiction, escriu:
| « | Comprovat per consideracions com aquestes, òbviament, hi ha molts volums de ficció notables, i fins i tot genials, en el seu dibuix de personatges, el seu sentiment, la seva filosofia, que són força de segona en la seva qualitat estructural com a narrativa. La seva escassetat és notable, i confirma l'opinió expressada anteriorment en aquest assaig, que l'art de l'escriptura de novel·les es troba encara en la seva etapa provisional... La núvia de Lammermoor és gairebé un exemplar perfecte de forma, que és el més notable perquè Scott, per regla general, depèn més de l'episodi, el diàleg i la descripció, per a un interès excitant, que de la interdependència ben unida de les parts. | » |

Entre molts altres novel·listes britànics sobre els quals Scott va influir s'inclouen Edward Bulwer-Lytton, Charles Kingsley i Robert Louis Stevenson. També va influenciar l'escriptora de narrativa infantil Charlotte Yonge, i G. A. Henty.
Nathaniel Hawthorne, en una carta a la seva germana Elizabeth el 31 d'octubre de 1820, escriu:
| « | He comprat El Senyor de les illes i tinc la intenció d'enviar-te'l o portar-te'l. M'agrada tant com qualsevol dels altres poemes de Scott... Llegiré The Abbot, de l'autor de Waverley, tan bon punt el pugui trobar. He llegit totes les novel·les de Scott excepte que, m'agradaria no haver-ho fet, per tenir el plaer de tornar-les a llegir. | » |

## Difusió a Catalunya
A Catalunya, la influència de Scott durant la primera meitat del segle xix fou molt important i sobrepassà, com en altres llocs, l'esfera purament literària per a incidir en uns quants aspectes de la vida quotidiana. Va ser molt important quan el van nomenar baró d'Abbotsford.
Hom ha considerat que aquesta acceptació es pot deure tant al to eminentment conservador i historicista de la seva obra, que coincidia amb l'esperit d'una gran part del Romanticisme català, com a la seva condició d'escriptor del poble escocès, identificable en molts aspectes amb el català; en aquest sentit, cal esmentar que l'"Oda a la pàtria" d'Aribau fou comparada a una composició de Scott.

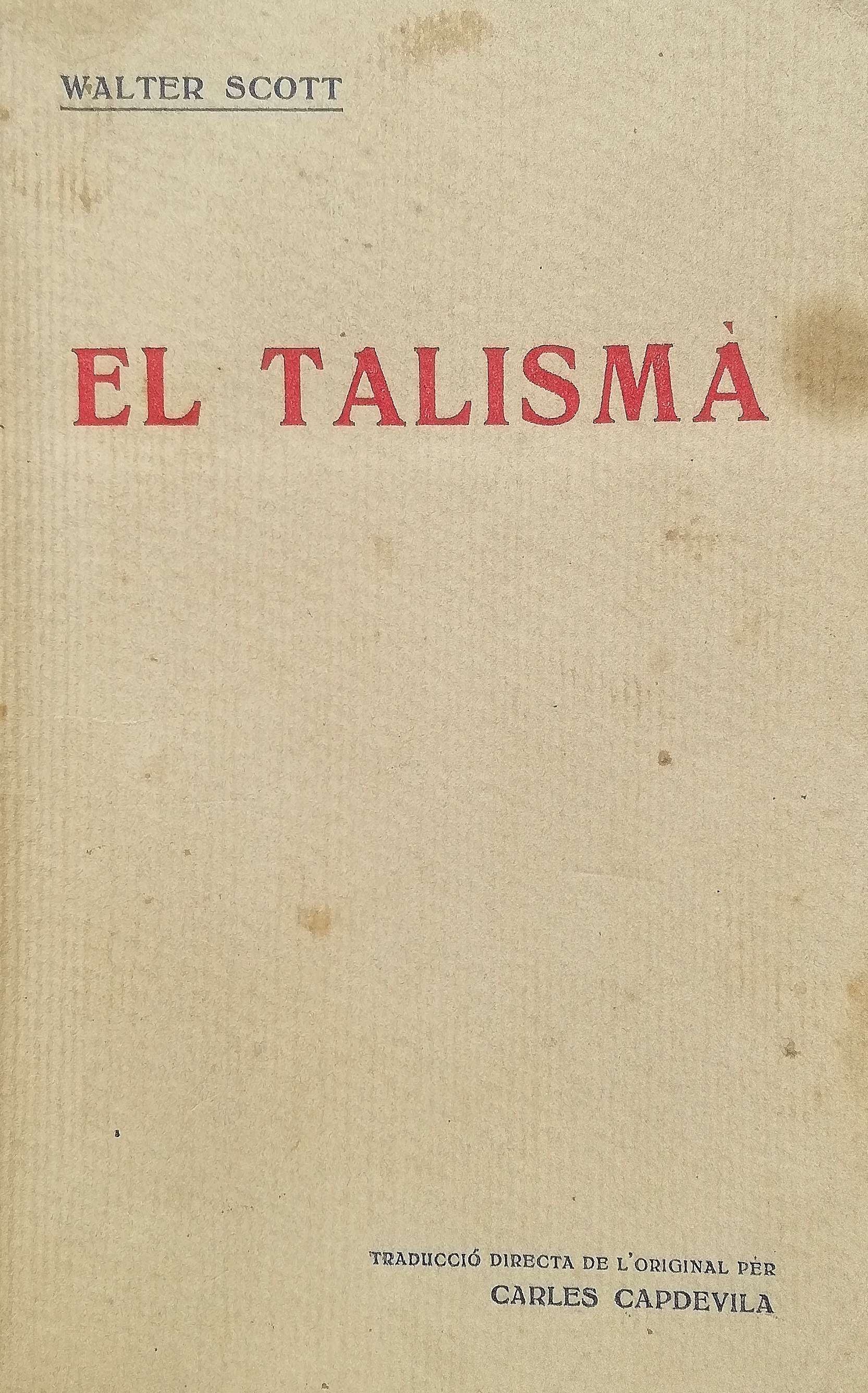
El Talismà (The Talisman) de Walter Scott, traducció catalana en dos volums publicada a Barcelona l'any 1922 dins la col·lecció Biblioteca Literària d'Editorial Catalana

Ja durant l'època absolutista de 1823-1833, moltes obres seves foren publicades per uns quants editors de Barcelona —entre altres, la primera traducció castellana feta a Espanya, El talismán (1826)—, el nombre de les quals augmentà considerablement després de 1833 (abans de 1850 hi havia com a mínim vint-i-dues obres publicades, moltes per Bergnes de las Casas, que n'era sovint el traductor).
A partir del mateix 1833 aparegueren interessants estudis sobre la seva obra en publicacions del moment, entre altres en El Vapor (1833), Diario de Barcelona (1836) i Museo de Familias (1838). La seva influència és esmentada explícitament en Recuerdos y bellezas de España (1839) de Piferrer i Parcerisa. López i Soler es basà en Ivanhoe per a la seva novel·la històrica Los bandos de Castilla (1830).